# Буковський Володимир Костянтинович
Володимир Костянтинович Буковський (рос. Влади́мир Константи́нович Буко́вский; 30 грудня 1942, Белебей, Башкирська АРСР, СРСР — 27 жовтня 2019, Кембридж, Велика Британія) — російський політичний і громадський діяч, учений-нейрофізіолог, політолог, письменник, публіцист. Колишній радянський політичний в'язень та один із засновників дисидентського руху в СРСР.
Мав польське коріння.
Після 12 років політичного ув'язнення в СРСР в 1976 році був обміняний на генерального секретаря компартії Чилі Луїса Корвалана. В 1991 році був запрошений урядом Бориса Єльцина для підготовки судового процесу проти КПРС. Буковський засканував велику кількість секретних документів КПРС та КДБ, які стали основою вільно доступного в мережі «Архіву Буковського».

## Життєпис
Син відомого радянського письменника і журналіста Костянтина Буковського. За походженням — поляк. Буковський був правнуком польського офіцера, взятого в російський полон у битві під Остроленкою (1831) і відправленого до Сибіру.
1960 — разом із Юрієм Галансковим, Едуардом Кузнєцовим організує регулярні зібрання молоді біля пам'ятника Маяковському в центрі Москви.
1963—1965 — перший арешт за спробу розмножити фотоспособом книжки югославського інакодумця Мілована Джиласа, примусове лікування в Ленінградській спецпсихлікарні, де він познайомився з генералом, українцем Петром Григоренком.
1965—1966 — другий арешт за підготовку мітингу на захист Андрія Синявського та Юлія Даніеля (примусова госпіталізація).
1967—1970 — третій арешт за організацію демонстрації протесту проти арешту Олександра Гінзбурга, Юрія Галанскова (3 роки таборів).
1971 — четвертий арешт, вирок — 7 років. У пермських політичних таборах у співавторстві зі Семеном Глузманом написав «Посібник із психіатрії для інакодумців».
1974 — як «злісного порушника режиму» його повертають до тюрми.
Грудень 1976 — В.Буковського обміняли на лідера Комуністичної партії Чилі Луїса Корвалана.
У 1977 р. був одним із підписантів Декларації в українській справі. Ініціатива написання Декларації належала польському еміграційному діячу Єжи Ґедройцу, головному редактору паризького видання «Культура». Цю Декларацію також підписали Юзеф Чапський, Юзеф Лободовський, Густав Герлінг-Ґрудзинський, Наталя Горбаневська, Павел Тіґрід та ін. У ній зокрема були такі слова: «[…] не буде справді вільних поляків, чехів чи угорців без вільних українців, білорусів та литовців. І, врешті-решт, без вільних росіян».
Після висилки з СРСР Буковський оселився у Великій Британії, закінчив Кембридзький та Стенфордський університети за фахом «нейрофізіологія». Брав участь у створенні міжнародної антикомуністичної організації «Інтернаціонал опору», був обраний її президентом.
1996 рік Буковський публікує книгу «Суд у Москві» у якій закликає до проведення міжнародного трибуналу над комуністичним режимом, подібного до Нюрнберзького. Книга не була перекладена на англійську мову, тому що американський видавник вимагав від Буковського зробити її більш «політкоректною».
У 2001 році у виступі перед британськими депутатами й політичними активістами виголосив свої зауваження щодо спільної політики Євросоюзу, які послідовно відстоював і надалі.
В статті у The Times «Ліцензія на вбивство», Буковський попереджав, що президент Росії Путін проштовхнув два закони, які дозволяли законне вбивство критиків російського режиму за межами країни.
Після вбивства у 2006 році О.Литвиненка проходив як свідок у масштабному розслідуванні й свідчив, що чув телефонні дзвінки Литвиненку з погрозами від російських спецслужб.
2007 рік — висувався кандидатом у президенти Росії на виборах 2008 року, але не був зареєстрований ЦВК.
2008 рік — брав участь в організації в Росії Об'єднаного демократичного руху «Солідарність».
2010 рік — підписав звернення російської опозиції до громадян Росії «Путін має піти» (підпис № 2).
2011 рік — подав позов до Лондонського суду з вимогою заборонити виїзд Михайла Горбачова з Великої Британії з метою його подальшого судового переслідування за звинуваченням у злочинах, скоєних ним на посаді генсека КПРС у Баку, Тбілісі та Вільнюсі.
У 2014 році поліція провела обшук в будинку Буковського і знайшла на його комп'ютері тисячі знімків з дитячою порнографією. Буковський відкинув звинувачення у педофілії, натомість звинуватив російські спецслужби в спробі його дискредитувати. Справа була передана в суд, але так і не була завершена.
У 2019 році після отруєння родини Скрипалів у Великій Британії, припустив, що скоївши цей замах Росія «підвищує ставки» задля скасування санкцій.
2019 рік — книга «Суд у Москві» видана англійською.
До останніх років життя в інтерв'ю різним виданням попереджав про небезпеку російського тероризму, наголошував на тому, що фактично спецслужби та влада сучасної Росії є продовжувачами сумних традицій СРСР. Саме Буковському належить фраза
|  | Якщо дві крилаті ракети послати на Луб'янку, то рівень міжнародного тероризму відразу впаде відсотків на 80 Если две крылатые ракеты послать на Лубянку, то уровень международного терроризма сразу упадет процентов на 80. |

Володимир Буковський пішов з життя 27 жовтня 2019 року. Він помер від зупинки серця в лікарні Адденбрукс у Кембриджі, Англія, о 21:46 за Гринвічем.

## Погляди
У 2000-х роках критикував тогочасне керівництво Британії за спроби налагодити антитерористичні зв'язки з Росією. Вважав це дивним та образливим для всіх, хто потерпав від комуністичного режиму. Коли прем'єр Британії Тоні Блер заявив, що Росія має великий досвід у боротьбі з тероризмом, Буковський відповів, що ця фраза
|  | звучить так само блюзнірський і безглуздо, як звучала б фраза про те, що в Німеччини є неймовірно обширний досвід в роботі з євреями. Тому що в її попередній інкарнації як Радянський Союз, Росія практично винайшла сучасний політичний тероризм і розповсюдила його по всьому світу. Я боюся, що якщо ви збираєтеся бути союзниками цих людей, ваша глобальна війна з тероризмом продовжуватиметься вічно |

Однією з причин цього вважав те, що європейські політики, які співпрацювали з СРСР не були свого часу засуджені чи відправлені у відставку.
Послідовно критикував політику Євросоюзу щодо націй, відношення до традицій, за пропаганду толерантності, називаючи Євросоюз «лібералізованим», точніше, соціал-демократичним двійником СРСР. Вважав, що якщо СРСР створили більшовики, то Євросоюз — меншовики, точніше європейські соціал-демократи, метою яких був соціалізм з «людським обличчям».
|  | Вони не хочуть, щоб ви вважалися англійцями, а хтось інший – французом або кимось ще, вони хочуть, щоб ви всі утворювали єдину історичну спільність, європейців - що б це не означало. Яка мета цього утворення, що розповзається зараз по Європі з Брюсселю? Мета ця – поглинути національні держави. |

В результаті замість створення однієї «європейської нації», по аналогії з «радянським народом», такий процес, на думку Буковського, приведе до загострення міжнаціональних та міжетнічних конфліктів, як це було у «пізньому» СРСР.
Надзвичайно різко оцінював Буковський корупцію, яка панувала і в Євросоюзі, засилля бюрократії й загальнозатверджену політкоректність:
|                                                                                  | Будь-яка людина, що посміла висловити свою особливу думку по таких питаннях, як раса, стать, спосіб життя або що завгодно інше – якщо його або її думка відрізняється від загальноприйнятої і схваленої якимсь визначальним центром – цю людину піддають остракізму, йому не дозволяють з'являтися на публіці, він не може зайняти який-небудь серйозний пост або опублікувати що-небудь істотне. Це – вже початок Гулага |
| — https://day.kyiv.ua/blog/polityka/yevrosoyuz-neodnoznachnyy-diahnoz-bukovskoho | |

## Основний творчий доробок
- «Московский процесс», 1996
- «Золотой эшелон», Буковский В., Геращенко И., Ледин М., Ратушинская И., 2001
- «И возвращается ветер», 2007
- «Письма русского путешественника», 2008